# Ігускіса
Ігускіса (ісп. Igúzquiza) — муніципалітет в Іспанії, у складі автономної спільноти Наварра. Населення — 345 осіб (2009).
Муніципалітет розташований на відстані близько 280 км на північний схід від Мадрида, 40 км на південний захід від Памплони.
На території муніципалітету розташовані такі населені пункти: (дані про населення за 2009 рік)
- Аскета: 63 особи
- Ігускіса: 203 особи
- Лабеага: 35 осіб
- Урбіола: 44 особи

## Демографія
Динаміка населення (INE ):